# 避雷器

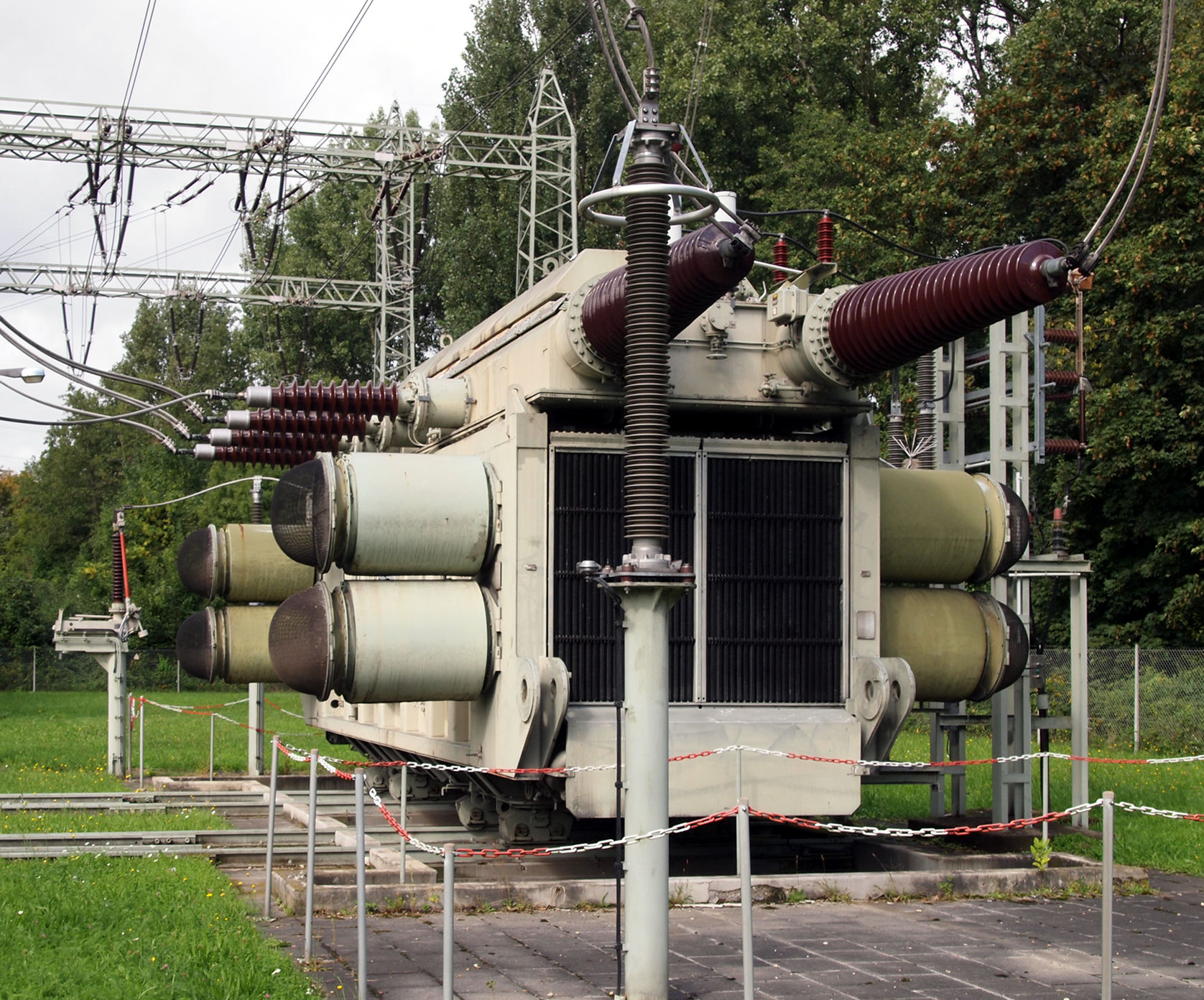
変圧器の手前に立っているのが避雷器

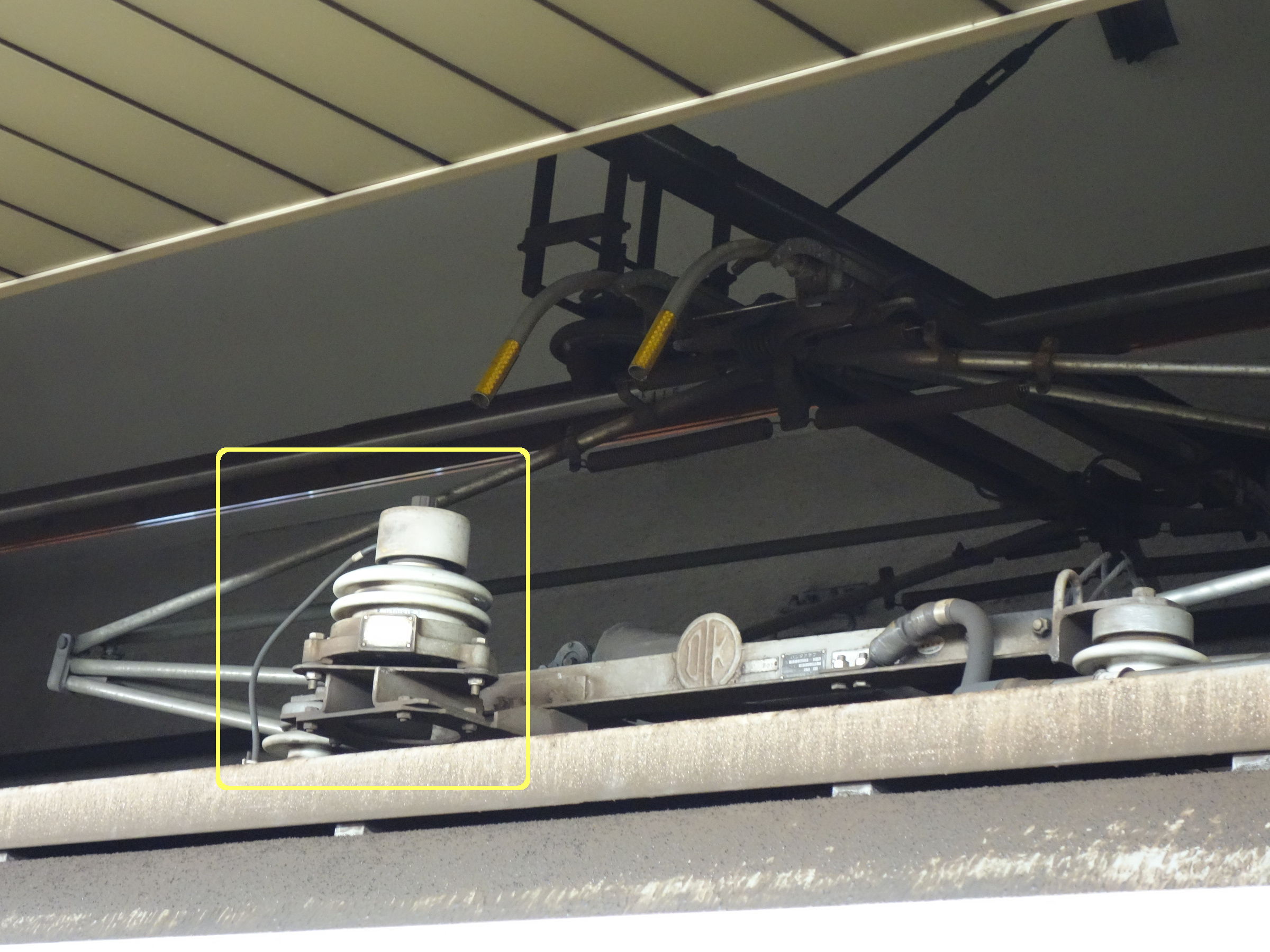
電気鉄道の車両に搭載されている避雷器（東京メトロ7000系電車）

避雷器(ひらいき、英: lightning arrester)は、発電、変電、送電、配電系統の電力機器や電力の供給を受ける需要家の需要機器、有線通信回線、空中線系、通信機器などを、雷などにより生じる過渡的な異常高電圧から保護する、いわゆるサージ防護機器のひとつである。日本では、サージ防護機器全てを避雷器と呼ぶこともあるが、ここでは国際電気標準会議 (IEC) および日本産業規格 (JIS) に定める「サージ防護デバイス」 (SPD: Surge Protective Device) について述べる。

## 概要
屋外に設置される送配電線(電力線)や電話線、空中線などは雷の影響を受けやすい。しかし電位差を無くす、あるいは小さくして回路にサージ電圧がかからないようにすれば、サージ電流は流れず、回路の損傷はなくなる。そこで回路中に意図的に絶縁の弱い部分を作り、ここをサージ電圧によって破壊、サージ電流をバイパスさせることにより、サージ電圧を抑制、重要な回路部分を保護する手段をとる。しかし、ただ破壊するだけでは破壊した部分を修復するまで機器が使用できないなどの問題が生じることから、サージ終息後、直ちに元の絶縁を回復する機能を持たせたものが避雷器である。
最も強力な雷由来のサージも処理することから、避雷器の名があるが、実際のサージは雷由来のサージよりも、スイッチやモーター、各種電源装置、各種通信装置などに由来するもののほうが多く、避雷器はこれらからのサージも適正に処理する必要がある。このことからその正式名称はIECにより、サージ防護デバイス (SPD : Surge Protective Device) に統一され、広範なEMI（電磁気妨害）対策用部品としての位置付けがされた。他にも従来の英語から「アレスタ」など、さまざまな呼称がある。
避雷器の歴史は古く、例えば送配電用としては、1900年代初頭に酸化アルミニウム避雷器が実用化されており、1930年代には炭化ケイ素 (SiC) を用いた弁抵抗避雷器が登場、1980年代からより特性の優れた酸化亜鉛 (ZnO) 避雷器に代ってきている。
日本では、高圧送配電系統についてはIECによる規格統一以前より避雷器の設置が義務付けられており、電気規格調査会 JEC 203、JEC 217 さらに JIS C4608 などの規格があったが、これ以外の低圧回路などに用いる避雷器については特に規定されていなかった。しかしIECによる規格統一に日本のJISも追従、IECの統一規格に従い、低圧電源用避雷器などについてもJISに規定された。
落雷について、避雷器はそれ単体で全てのサージを処理させるものではなく、避雷設備の中で一部のサージを処理する部品であり、万一の場合には自身が焼損・破壊して他の部分を保護する目的の部品であることから、特に防火性能が求められる。このため特に数多く広範に用いられる低圧電源用避雷器などについて、アメリカ保険業者安全試験所(UL)で5つのタイプに分類、それぞれ性能に係る詳細が定められ「避雷システム」における使用の詳細（適用）も定められた。

## サージ抑制用素子と避雷器
避雷器とは概ね、サージ抑制用素子（Surge Suppression Device）を回路等に使用できるようにしたものを言う。なお、Surge Suppression Devices とした場合には、避雷器そのものを示すことがある。

### サージ抑制用素子

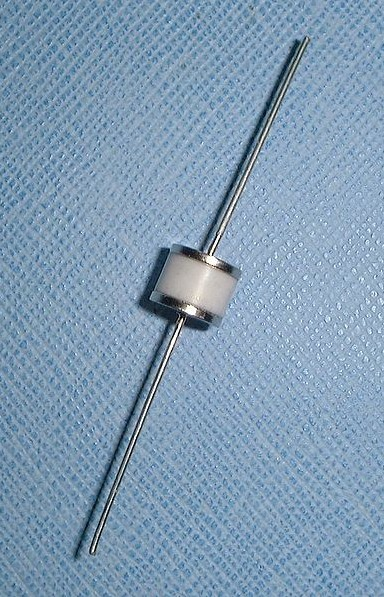
2極セラミックGDT

2018年現在、4種類程度ある。
ガス入り放電管 (GDT=Gas Discharge Tube)
最も古くからあるサージ抑制用素子である。放電による電圧制限特性を利用したものである。古くは一対の放電電極を空気もしくは真空雰囲気中に配したものであったが、今日ではネオン、アルゴンなどの不活性ガス雰囲気中に電極を配したものが一般的である。従ってその特性はパッシェンの法則に従う。よって侵入したサージ電圧により放電電極間に放電が生じると、電極間のインピーダンスが急激に低下、ほぼ短絡状態となり、サージ電圧を非常に低く抑制することができる。
なお、サージ防護素子がサージの処理を開始する電圧を動作開始電圧といい、サージ防護素子の動作によって抑制された電圧のことを制限電圧という。
GDTに電源が接続されている場合には、サージ侵入が終息しても、電源電圧と供給電流により放電が継続し、放電電極間に電源からの大きな電流が流れ続ける。これを続流 (follow current) という。また放電を利用するものであるため、放電が形成されてサージの処理開始となるまでにはある程度の時間を要する。これを応答遅れという。
なお、動作原理が異なる他のサージ抑制用素子についても、これらの言葉を用いて説明されている。
金属酸化物バリスタ (MOV=Metal Oxide Varister)
金属酸化物を主成分とするセラミック（金属酸化物粉末の焼結体）の非線形特性を利用したサージ抑制用素子である。
アバランシェダイオード (ABD=Avalanche Breakdown Diode)
シリコン半導体のPN接合でのアヴァランシェ(なだれ)降伏を利用したサージ抑制用素子である。
サージ抑制サイリスタ (TSS=Thyristor Surge Suppressor)
2端子サイリスタPNPN構造を基本とするサージ抑制用素子である。

### 避雷器

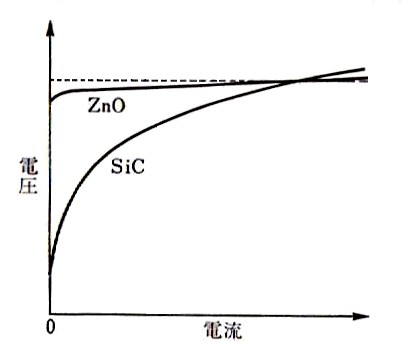
炭化ケイ素 (SiC) 粉末の焼結体と酸化亜鉛 (ZnO) 粉末の焼結体の非直線性比較。破線は理想的な特性要素。

上述のサージ抑制素子単体もしくは組みあわせたものである。
ギャップ付き避雷器(Lightning Arrester with gaps)
「ギャップ」とは、放電電極（放電間隙=放電ギャップ）のことであり、概ねGDT単体もしくはこれを含むものをいう。
続流を生じるGDTを電力系統などに用いるためには、放電電極に続流を効果的に遮断するためのしくみを付加する必要がある。古くは放電電極に直列に炭化ケイ素粉末焼結体などを接続して用いた。この炭化ケイ素粉末焼結体などのことを特性要素という。
なお、炭化ケイ素粉末焼結体の電圧-電流特性は理想的な特性要素から外れており、そもそも放電電極に直列に接続して相互に特性を補完する必要がある。また理想的な特性に近い酸化亜鉛粉末焼結体などであっても、雷由来以外の過渡異常電圧等から特性要素を保護するため、意図的にGDTを接続して使用することがある。
ギャップレス避雷器(Gapless Arrester)
放電電極を持たないものをいう。
複合型避雷器
上述、ギャップ付き避雷器とギャップレス避雷器、さらにリアクトルやコンデンサ等を組み合わせたもの。よく使われるものであるが、統一された分類名称はないから、ここでは複合型避雷器と表記した。

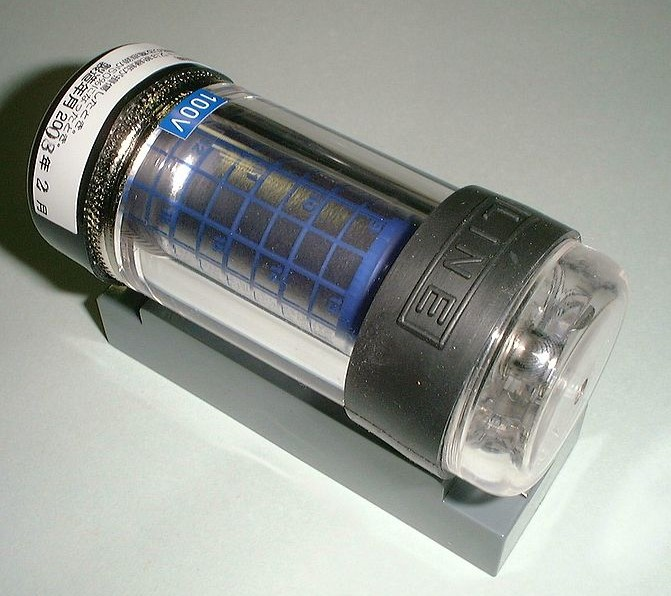
低圧電源用紙避雷器(Pバルブ)

右の写真は日本で発明された「紙避雷器」(低圧電源用紙コンデンサ型避雷器)である。初期(発明当初)のものは紙コンデンサのみの避雷器であったが、後にGDTが追加されて直列ギャップ付避雷器(紙コンデンサ部分を特性要素とするもの)になった。サージにより導通すると紙コンデンサの箔電極に穴が開いて続流遮断するとともに、この穴の数とそれぞれの穴の大きさを目視計測することにより、需要家の電源回路にどの程度のサージの影響があったのかを知ることができる簡易な「サージ計測器」としての機能を兼ね備えたものであった。
以下、汎用避雷器(低圧系統用)のJIS番号を示す。より詳しくはそれぞれの規格を参照されたい。
JIS C 5381-11
低圧サージ防護デバイス 低圧配電システムに接続する低圧サージ防護デバイスの要求性能及び試験方法。
JIS C 5381-12
低圧サージ防護デバイス 低圧配電システムに接続する低圧サージ防護デバイスの選定及び適用基準。
JIS C 5381-21
低圧サージ防護デバイス 通信及び信号回線に接続する低圧サージ防護デバイスの要求性能及び試験方法。
JIS C 5381-22
通信及び信号回線に接続する低圧サージ防護デバイスの選定及び適用基準。

## 避雷器の安全規制

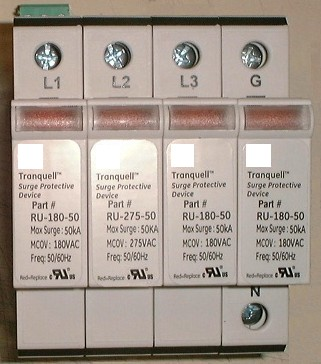
日本で輸入販売されている、米国ゼネラルエレクトリック社製UL認証SPD（公的に安全性保証がされているSPD)。内蔵の電流温度自動遮断器のSCCRは200kA、直撃雷対応の難燃型である。JISではクラスⅠ・Ⅱ・Ⅲ全務型SPDに相当する。特許製品。

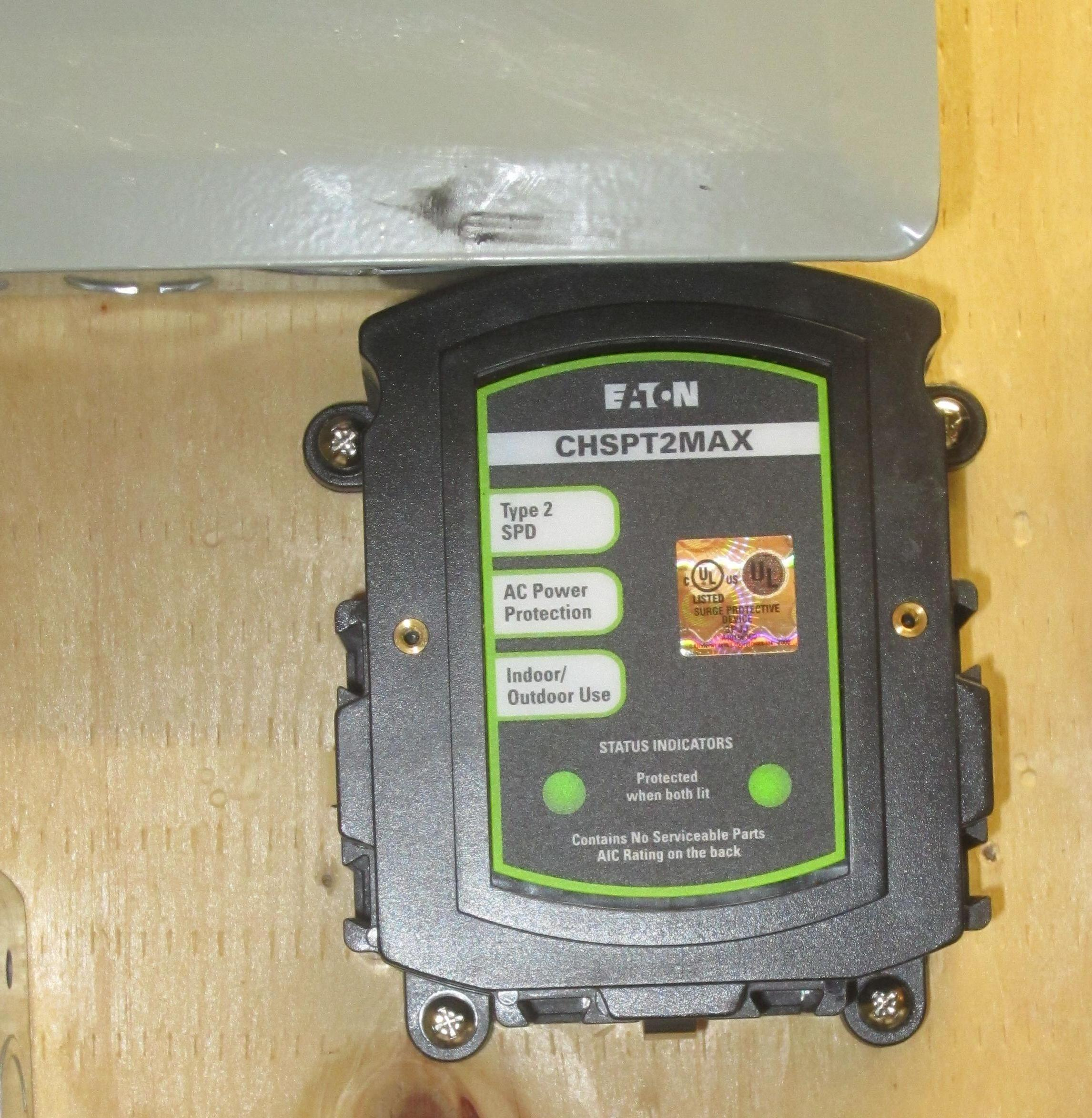
米国、一般家庭の分電盤に外付けされたETN社のUL認証SPD（公的に安全性保証がされているSPD)。内蔵遮断器のSCCRは65kA、誘導雷対応の難燃型である。JISではクラスⅡ・Ⅲ兼務型に相当する。特許製品。

避雷器には、いざというときには大電流をバイパス、自身は故障して他の部分や機器を保護する責務がある。このため「安全に故障する」ことは、避雷器の重要な性能のひとつである。従来、避雷器についてはその純電気的な部分、すなわち定格範囲においていかに電圧を抑制するかが重視され、定格を超えるサージ処理を行った際に生じる避雷器の発煙・発火等については、これを収める容器などによって、使用者側で適宜対応、防護することとされてきたが、雷サージの大きさが解明され、避雷システムの中で、避雷器に処理させるサージの大きさが定まった現在、例えば2018年現在のUL規格では、避雷器そのものに具体的な防護機能を求める数値化された安全規定となっている。避雷器の別により詳細な数値規定があるが、基本的にはいずれも防火と感電防止、また火傷防止に関する規定であり、避雷器に切り離し装置を内蔵した場合でも外置きとした場合でも、その遮断器あるいはヒューズ等のSCCRを、想定される最悪電流値を超えるものとして、発煙・発火させないこと、各電極を最悪時でも確実に保護し、感電事故に至らせないこと、また避雷器の温度上昇を規定以内として火傷防止すること等が求められ、これらは公的にも規制されている。
日本の場合、JISにおいてこれらの詳細な安全規定はなく、公的な規制もないが、危険であることに違いはないから、避雷器を確実に避雷システムの中で使用し、最悪の場合でも最悪の事故に至らぬようにするため、日本雷保護システム工業会(JLPA)は、広報と併せ、不足している専門技術者の育成を図り、雷保護製品等の品質、性能等について社会的信頼性の向上を図るといった活動をおこなっている。また、あくまでも民間検定で法的効力はないが、特定非営利活動法人による「雷保護システム技能者」の養成なども行われるようになり、合わせて世界標準の、設計からアフターケアまで一貫した「人的システム」構築の模索が始まっている。

## 避雷器の選択
すなわち各国が別途、各国の消防法等に規定・要求している規格に従って選択しなければならない。代表的な規格は以下の通りである。日本では高圧送電、高圧配電等についてJISとは別に法規定されていることから、これは別途、所定の試験に合格したものを選択しなければならないが、それ以外の一般低圧回路用等の避雷器については2018年現在、付随する法規制等（消防法等での要求）はないため、上述JISの各技術基準を参考として、それぞれのシステムで最適となるものを選択する。
- International Electrotechnical Commission(IEC) 61643-1
- CENELEC(EN) 61643
- Telcordia Technologies Technical Reference
- American National Standards Institute(ANSI)/Institute of Electrical and Electronics Engineers(IEEE) C62
- Underwriters Laboratories(UL) 1449